# FN Browning Modell 1900
Die FN Browning Modell 1900 war eine frühe Taschenpistole. Sie war die erste Waffe, die John Moses Browning für das belgische Unternehmen Fabrique Nationale Herstal entwarf.

## Technik
Im Jahr 1897 hatte sich FN das Recht gesichert, Feuerwaffen von Browning in Europa zu bauen und zu vermarkten. Diese Selbstladepistole war die erste einer langen Reihe von innovativen Konstruktionen, sie findet häufig auch als Browning No.1 Erwähnung. Zusammen mit diesem Modell stellte Browning mit der .32 ACP eine neue Pistolenpatrone vor, die bis heute produziert wird.
Die Schließfeder befindet sich über dem Lauf, dadurch liegt der Lauf tief, nahe beim Schwerpunkt der Waffe. Damit verfügt sie über Zweitschuss-, beziehungsweise Deutschuss-Eigenschaften, auch wenn der „Single Action“-Abzug recht hart ist. Um möglichst wenig Teile zu verwenden, bewirkt die Schließfeder sowohl das Rückführen des Verschlusses als auch das Vorschnellen des Schlagbolzens. Die Waffe ist hahnlos und hat ein Schlagbolzenschloss. Somit kann sie nur mittels Durchladen gespannt werden, indem der Schlagbolzen in seiner hinteren Position von einer Klinke gefangen und gehalten wird. Das Betätigen des Abzuges bewirkt ein Abschwenken der Fangklinke und eine Freigabe des Schlagbolzens, welcher dann unter Federdruck nach vorn auf das Zündhütchen schnellt. Solange die Waffe ungespannt ist, schiebt sich ein Metallstück gut sichtbar in den Spalt der Kimme und verdeckt das Korn. Browning beschreibt die Waffe in der Patentschrift als GAS OPERATED FIREARM.

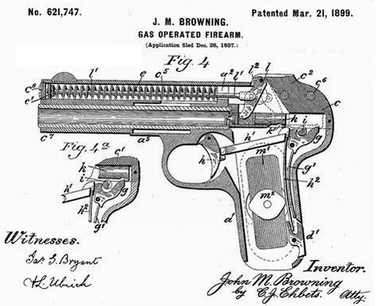
Patentzeichnung 1899 zur Browning Mod. 1900

Über die FN-Browning 1900 schrieb Gerhard Bock in seinem Buch Moderne Faustfeuerwaffen, Ausgabe 1911: „Diese Pistole war die erste wirklich brauchbare Taschenpistole, und ähnlich wie der älteste Colt-Revolver gab sie Anstoß zu einer Menge von Imitationen, von denen allerdings nur wenige sich als wirklich brauchbar erwiesen“. Über die Funktion schrieb er folgendes: „Auf photographischem Wege ist festgestellt, daß bei der Browningpistole Kaliber 7,65 der Verschluss erst 1,8 mm zurückgegangen ist, wenn das Geschoß die Mündung verlässt. Da die zylindrische Hülse in ihrer ganzen Länge abdichtet (lidert), können Gasausströmungen während dieser kurzen Rückwärtsbewegung nicht vorkommen“.

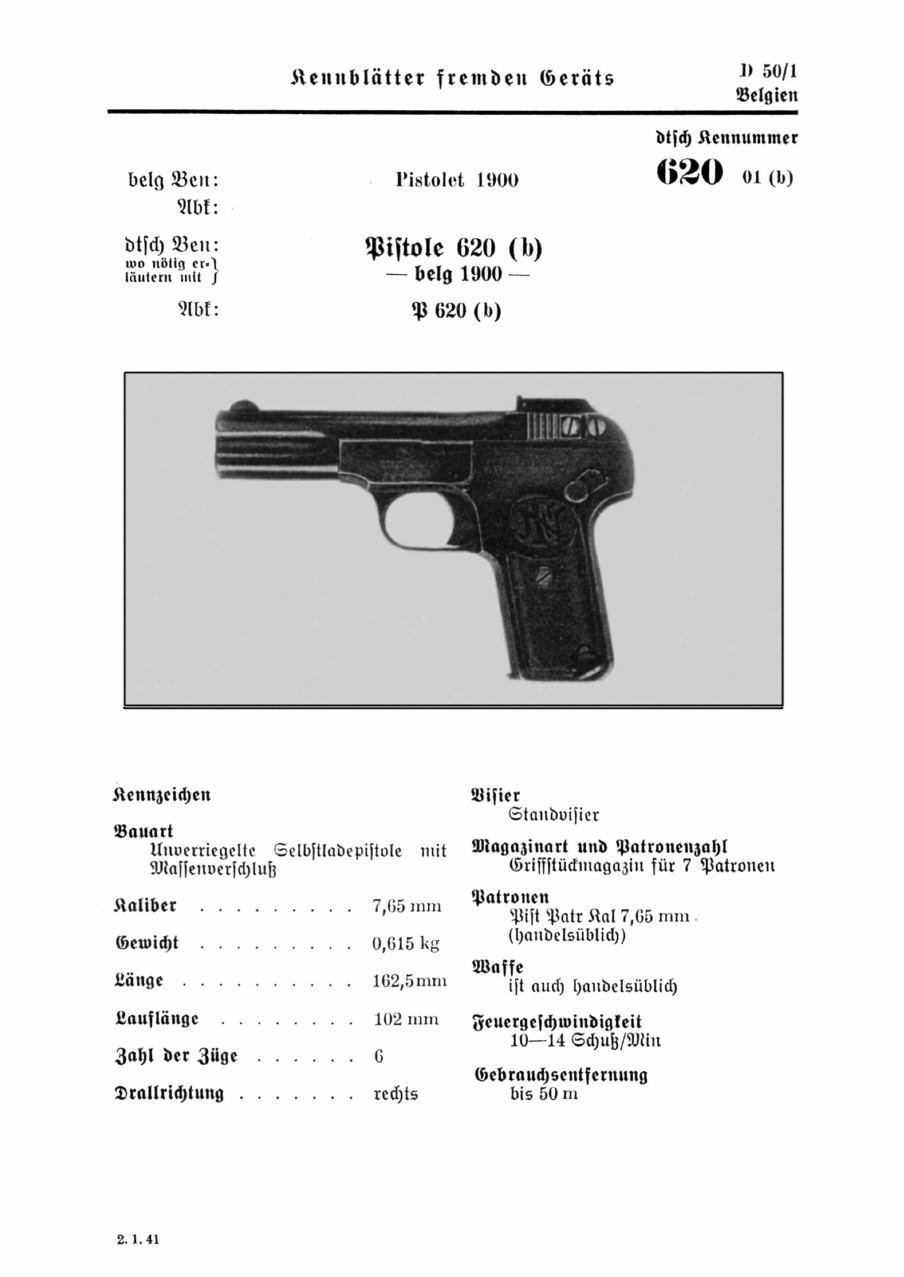
Fremdgerätekennblatt vom Heereswaffenamt: D50/1 Nr. 620 (b)

Die Fertigung wurde 1911 eingestellt, bis dahin hatte FN etwa eine Million Stück gefertigt. Sowohl das Heer als auch die Polizei Belgiens führten die Waffe ein. Auch andere Streitkräfte führten die Waffe ein. Das deutsche Heereswaffenamt führte die Pistole unter der Fremdgeräte-Kennnummer D50/1 Nr. 620 (b).  Es wurden auch viele Waffen an Behörden und private Kunden aus der ganzen Welt verkauft. Nachfolger war die FN Browning Modell 1910 und die etwas größere FN 1922.
Bei der Wehrmacht wurde die FN Browning offiziell verzeichnet und auch als Beutewaffe genutzt. Eine Übersicht dazu findet sich in der Liste von Selbstladepistolen gemäß den Kennblättern fremden Geräts D 50/1.